# Mauer (Bade-Wurtemberg)
Pour les articles homonymes, voir Mauer.
Mauer est une commune de Bade-Wurtemberg (Allemagne), située dans l'arrondissement de Rhin-Neckar, dans l'aire urbaine Rhin-Neckar, dans le district de Karlsruhe.

## Préhistoire
La mandibule de Mauer, datée en 2010 de 600 000 ans environ, a été découverte dans une sablière de la ville en 1907 et son origine préhistorique confirmée par Otto Schoetensack qui s'en servit pour créer l'espèce Homo heidelbergensis, en référence à l'université de Heidelberg voisine. C'est le plus ancien reste humain connu en Allemagne.